# スーパーファミスタ3
スーパーファミスタ3（Super Famista 3）は、1994年3月4日に、ナムコ（後のバンダイナムコゲームス）から発売された、プロ野球ゲームソフトである。対応機種はスーパーファミコン（SFC）。SFC版のファミスタシリーズ（スーパーファミスタシリーズ）3作目。略称『パースタ3』。日本野球機構公認作品。
前年（1993年）まで、同じ任天堂製家庭用ゲーム機向けソフトとして、ファミリーコンピュータ（ファミコン）版やゲームボーイ版と並行して発売していたが、本年より1996年まで、原則SFC版に一本化された（'96年のみ、ゲームボーイ『ナムコギャラリーVol.2』に内包する形で『ファミスタ4』を発表）。

## 概要
本作より、バッテリーバックアップ機能の導入により、実際の日本プロ野球のリーグ戦（当時130試合制）さながらに楽しめる「リーグモード」が導入された（過去に『ファミスタ'90』で導入されたことがあるが、最大45試合で現実の試合数の半分にも満たなかった）。
選手のデータ設定では、守備力・肩がアルファベット6段階によるランク付け（上から、S,A,B,C,D,Eの順）だったが、守備・肩が15-0の間に数値化された。なお、他の最高値は、打率が.999、本塁打が99、打点が255、走力が99に、投手の球速は255km/h、変化率については、左右が99、下（フォーク）が16にそれぞれ設定された。また、投手の打撃データは、従来一律打率.150、本塁打・打点0だったのが、セ・リーグについては実際の成績を反映したものに差別化された。守備力・肩は概ね5に設定されたが、ゴールデングラブ賞受賞者については7に設定された。走力については、一部を除き一律6（本作最低ランク）に設定された。ちなみに淡路島出身の投手には、特殊な能力値に設定されている選手が存在する。
グラフィック面では、打者の体型が従来の太めの三頭身キャラに加え、二頭身キャラとやや細い長身キャラ（攻略本ではそれぞれ「ポチャ」「ミニ」「スリム」と表記）が追加された一方で、一本足打法や神主打法などのバッティングフォームは廃止され、投手のピッチングフォーム・グラフィックは、オーバースロー、トルネード投法、サイドスローの3つに絞られ、アンダースローなどは廃止された。前作にもあった試合後のナムコットスポーツや、ホームランを打った後のアトラクションに加え、「3」ではファインプレイと盗塁成功時に選手名が表示されバックの歓声が場を盛り上げる。
『スーパーファミスタ』シリーズとしては唯一、操作面ではバットの長さ調節が、ゲームモードではオールスターモードが採用されていない。
本作では、基本的に1994年シーズン開幕前時点のデータを採用しており、前年に導入のFA制度による選手移籍を反映。松永浩美などが移籍先の所属となっている。一方で過去の『スーパーファミスタ』シリーズ同様、前年シーズン終了後日本プロ野球界を去った外国人選手（ヤクルトスワローズのレックス・ハドラーやオリックス・ブルーウェーブのケルビン・トーベほか）や現役引退選手も在籍している（ヤクルトスワローズの八重樫幸雄と杉浦享）。
試合終了後の新聞「ナムコットスポーツ」では、前作『スーパーファミスタ2』で削られた個人成績欄が再掲載された。また、見出しにはチームごとの略称が入るようになったほか、『2』で掲載された4コマ漫画『野球くん』の続編『野球くん2』が掲載された。
ちっちゃいモード時には、攻撃しているチームのマスコットが登場する様になった。

## 登場球団
セントラル・リーグ
- ヤクルトスワローズ
- 中日ドラゴンズ
- 読売ジャイアンツ
- 阪神タイガース
- 横浜ベイスターズ
- 広島東洋カープ

パシフィック・リーグ
- 西武ライオンズ
- 日本ハムファイターズ
- オリックスブルーウェーブ
- 近鉄バファローズ
- 千葉ロッテマリーンズ
- 福岡ダイエーホークス

架空チーム
- ナムコスターズ

※以下、ファミスタシリーズに登場する球団一覧#スーパーファミスタ3を参照。
- アッシーズ
- カットバス
- ウケローズ

## 球場
選択可能な球場が前作までの3から2に減ったが、各球場毎にナイターかデーゲームを選択できるようになった。
- みなとのよこ（初登場[注 6]。両翼：94m、センター：118m。収容人員：30000人。横浜スタジアムがモデル）
- うまかドーム（ダイエーの本拠地。前年暮れに発売された『ファミスタ'94』に続き登場。両翼：100m、センター：122m。収容人員：48000人。福岡ドームがモデル。実際の球場よりもフェンスは低め）

## モード
- 1P vs COM - 好きなチーム（実在12球団+架空4球団）と好きな球場を選んで対戦する。1人用。
- 1P vs 2P - 上記の2人用バージョン。
- SCORE BOOK - 対COM戦（後述のリーグ戦含む）の成績（使用チーム別勝敗、通算打撃成績・投球成績など）を閲覧するモード。
- LEAGUE - リーグ戦を行うモード。好きなチーム編成・試合数などを設定して行うことができる。
- TEAM EDIT - オリジナルのチームを作成（エディット）するモード（後述参照）。
- OPTION - イニング数（9・7・5・3・1回）、エラー率の高低（てっぺき、たまには、ズタボロ）、1P・2Pの守備走塁オートプレイ、ゲームバランスの設定をする。項目の多くは『スーパーファミスタ4』『スーパーファミスタ5』に引き継がれた。

### TEAM EDIT
ナムコを除く架空チーム（アッシーズ、カットバス、ウケローズ）それぞれをベースに、オリジナルの編成を行うことができる。
モード選択後、最初にチームの選択画面が登場。ここで各チームごとに、ユニフォームのデザイン（ホームとビジターで、シャツ・パンツの濃淡に若干の違いあり）を5種類の中から設定することができる。
チーム選択後、いずれかの項目を選び、チームの編成などを行う。
選手発掘
日本列島各地区（以下、参照）に分布された出身選手を選び、チーム既存の選手と入れ替える。同じ選手で構成することも可能。また、各選手にポジションが明記されているが、無関係なポジションの選手と交換しても能力が落ちるなどの要素はない。地区は以下の9地区に設定されている。
- 北海道・東北地区 - 北海道・東北地方出身者で構成。
- 関東・甲信越地区 - 関東地方（千葉県・東京都除く）・甲信越地方出身者で構成。
- 千葉・東京地区 - 千葉県・東京都出身者で構成。
- 北陸・東海地区 - 北陸地方・東海地方（三重県含む）出身者で構成。
- 近畿地区 - 近畿地方（三重県・大阪府除く）出身者で構成。
- 大阪地区 - 大阪府出身者で構成。
- 中国・四国地区 - 中国地方・四国地方出身者で構成。
- 九州・沖縄地区 - 九州地方・沖縄県出身者で構成。
- 淡路島地区 - 裏技で選択できる隠し地区。通常カーソル上は近畿地区の中に含まれているが、L・R各キーを押しながら、十字キーの下を押すと淡路島部分のみ選択できる。淡路島出身者で構成。球速255km/hの投手や走力99の野手など、現実とは大きくかけ離れた設定の選手が存在する。

打順変更
打順など選手の編成上の順番、先発（1-8番）・控え野手、投手の先発ローテ・抑えローテの設定ができる。
選手名変更
選手の名前を、平仮名で最高5文字までの間に入力・設定できる。長音記号や空白もある。
成長選手
1・4番打者、投手の成長状況が見られる。
チーム初期化
保存していたチームデータを削除し、元の状態に戻す。リーグ戦に参加しているデータがある場合は、削除できない。
終了
モードを終了し、ゲームメニューに戻る。

#### 選手の成長
対COM戦（「LEAGUE」モードの場合も含む）に特定条件のもと出場・実績を残すことにより、選手が年をとり、能力が上昇する（下降することはない）。基本的に32歳になると、FA宣言をして退団・ゲーム内から引退する（消えた後釜には、暫定的に「FAのあな」という18歳の選手が入る）。ただし、初期段階で32歳を超えている選手もおり、その場合は異なる。99歳の淡路島出身選手は全て1試合規定を満たした場合にFA宣言する。
- 打者 - 1番または4番に登録された打者が、2試合出場するごとに1歳年をとる。打撃成績に従い、打率・打点が上がり、ホームランを打つごとに、本塁打（長打力に相当する数字）が上昇する（ただし、ノーヒットの場合でも、打率は.001上がる）。また盗塁を決めると、走力も上昇する。守備力と肩は成長しない。1・4番ともにFA宣言目前の選手である場合は、1番打者の方が優先される。これを利用すればFA宣言する年齢の選手（勿論淡路島出身の選手も含む）も成長させることが可能。
- 投手 - セーブを上げた投手が、2試合出場するごとに1歳年をとる。セーブを上げる条件は「2点差以内で勝っている試合に登板して勝利すること」。防御率が下がり、球速が上がる。スタミナと右・左・下変化は成長しない。打者と投手ともにFA宣言目前の選手である場合は、打者の方が優先される。

## 開発スタッフ
※「リーグ戦モード」のエンディングのクレジットを参照。
企画
- 三瓶山

プログラム
- きっしい ※岸本好弘
- TAKE ※Eは鏡文字。

グラフィック
- MURAYA-
- HODOCHIN
- KATO
- PINKY ENO2
- KUSSA!
- 中華料理 芳園
- CTHLHU

サウンド
- DONALD KAWAGEN ※川元義徳
- GAKO KOJIMARO ※中川浩二。GAKOのAは、上にマクロンが入ったもの（Ā）。

野球くん2
- しましま ※島本昌弘

声の出演
- AUSSIE.GO

総指揮
- きっしい

SPECIAL THANKS TO
- MANY OTHER STAFF

PRESENTED BY
- パースタ3チーム

## 備考
起動時ナムコのロゴが出てくる際に流れる効果音は、『ギャラガ』のエクステンド時に流れる音である。
得点後に流れるテーマ曲は、その後『スーパーファミスタ4』『スーパーファミスタ5』でもアレンジを加えつつ使用され、1997年にNINTENDO 64用ソフトとして発売された『ファミスタ64』でも三塁ランナーがいる際のテーマ曲として使用された（タイトルは「CHANCE 337」）。
「ナムコットスポーツ」のテーマ曲のうち、1Pプレー敗戦時の曲は、本作と同じく中川が音楽を担当した『Jリーグサッカー プライムゴール』の「ナムコットスポーツ」テーマ曲をアレンジしたものである。また、本作の「ナムコットスポーツ」テーマ曲は勝利時の曲とともに『Jリーグサッカー プライムゴール2』へアレンジしつつ流用された。
チームエディットモードに登場する発掘選手は、基本的に出身地にゆかりのあるモノ・歴史上の人物の名前をもっているが、一部本作及び過去のファミスタシリーズに開発スタッフとして参加した人物も含まれている。以下、その一例である。
- きっしい（出身：兵庫県。岸本）
- しましま（出身：兵庫県。島本）
- かわげん（出身；神奈川県。川元）
- こうじまろ（出身：千葉県。中川）
- くんちゃん（出身：淡路島。ファミコン版初代 - '92のグラフィック担当くんちゃん）

## 関連書籍
※いずれも攻略本である。作中では確認できない多くの選手データについても掲載している。
- スーパーファミスタ3必勝攻略法

1994年4月、双葉社より「スーパーファミコン完璧攻略シリーズ」の第53巻として発行。編者：ファイティングスタジオ。書籍コード：ISBN 457528307X
- スーパーファミスタ3のすべて

1994年4月、宝島社より発行。編者：Hippon Super!編集部。書籍コード：ISBN 4796607978
上記書籍と異なり、投手の打撃・走力・守備データは原則未掲載。